# Killer (группа)

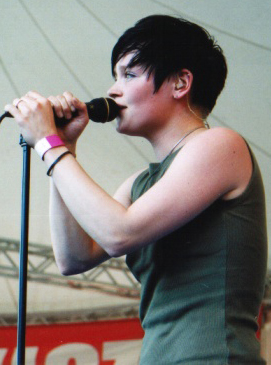
Вокалистка Killer Сийри Нордин (2002)

Killer — финская рок-группа, образованная в Хельсинки в 1999 году. Фронтменом квартета была вокалистка Сийри Нордин. На каждого участника повлияли различные стили: Сийри выросла на джазе и блюзе, на бас-гитариста Тимо Хухтала повлияли пионеры гранжа Pearl Jam и Nirvana, на гитариста Тумппи — электронная музыка, а на барабанщика Тейо Ямся — фанк и фолк.
Дебютный сингл группы «Hurricane» вышел в феврале 2001 года. Следующий трек «All I Want» в августе возглавил местный радиочарт и занял девятое место в финском хит-параде и получил на родине сертификат золотого диска. Первый студийный альбом Sickeningly Pretty & Unpleasantly Vain вышел в том же году и вошёл в первую десятку в Финляндии.
Второй альбом Sure You Know How to Drive This Thing был выпущен в 2003 году и занял седьмую строчку в финском чарте. Он был поддержан вторым золотым синглом группы «Naughty Boy». Через год Killer были приглашены на фестиваль Rock am Ring в Германии.
5 февраля 2005 года бас-гитарист Тимо Хухтала объявил на сайте группы, что она прекращает деятельность на неопределённое время. В итоге Тимо и Тейо создали новую группу Killer Aspect, а Сийри занялась сольной карьерой.

## Состав
- Сийри Нордин — вокал, фортепиано
- Тимо Хухтала — бас-гитара
- Тейо Ямся — ударные
- Туомас «Тумппи» Норвио — гитара

## Дискография

### Альбомы
- Sickeningly Pretty & Unpleasantly Vain (2001)
- Sure You Know How to Drive This Thing (2003)

### Синглы
- «All I Want» (2001)
- «Hurricane» (2001)
- «Fire» (2002)
- «Naughty Boy» (2003)
- «Watching — Waiting» (2003)
- «Liar» (2003)